# クロノツキー湖

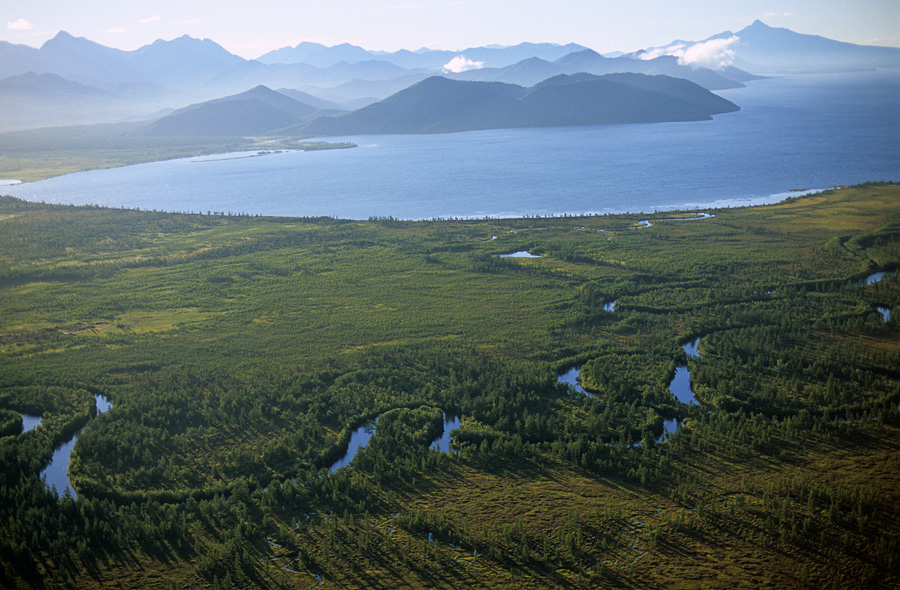
クロノツキー湖

クロノツキー湖 (クロノツキーこ、ロシア語: Кроноцкое озеро＝クロノーツコイェ・オーゼロ）またはクロノツコエ湖は、ロシア連邦カムチャツカ地方にある三角形の湖で、有名な「間欠泉の谷」から 30 km (19 マイル) 北にあり、カムチャッカ半島の東海岸からは 40 km (25 マイル) 離れている。近くにあるクロノツキー山 (東山脈の一部) にちなんで名付けられ、この名前はイテリメン語のクラナク (krának、高い石の山の意味) に由来していると推察される。約 10,000 年前、クロノツキー山とクラシェニンニコフ山の噴火による溶岩と火砕流がクロノツキー川をせき止めたときに形成された。
またカムチャツカ半島最大の淡水湖でもある。

クロノツキー湖の面積は 246 平方キロメートル (95 平方マイル)、平均深さは 58 メートル (190 フィート)、体積は 14.2 立方キロメートルある。湖へは 2,330 平方キロメートル (900 平方マイル) の面積から水を集めて、リストヴェチュナヤ川・ウナナ川・ウゾン川（Listvennichnaya, Unana & Uzon Rivers）が流れ込む。クロノツキー川が湖の南東の角から流れ出て、南東に 39 キロメートル下流で太平洋(クロノツキー湾)へ注ぐ。
クロノツキー湖とその周りはクロノツキー自然保護区になっていて、ユネスコも世界遺産「カムチャツカの火山群」に含まれている。

## 参照項目
- カムチャツカ地方の地理
- カムチャツカ火山群